# ベス・イスラエル・ディーコネス医療センター
ベス・イスラエル・ディーコネス医療センター（Beth Israel Deaconess Medical Center(BIDMC)）は、アメリカマサチューセッツ州ボストンのロングウッド・メディカル・アカデミックエリアに位置する大学病院センターである。
ハーバード・メディカルスクールの関連医療機関。
1996年にBeth Israel Hospital（1916年に設立）とNew England Deaconess Hospital（1896年に設立）の合併により設立された。

## 著名な教員、出身者
- ロデリック・マキノン, 2003年 ノーベル化学賞、イオンチャネルの研究により
- Stephen Bergman, The House of Godの著者
- Jerome Groopman, Anatomy of Hope, How Doctors Thinkの著者
- ジル・スタイン, MD, 2012年、2016年アメリカ合衆国大統領選挙におけるアメリカ緑の党の大統領候補
- Ezekiel Emanuel, MD, PhD, ペンシルベニア大学の生命倫理学者、アメリカの医療保険制度改革に尽力

## ハーバード・メディカルスクール関連医療機関
- ベス・イスラエル・ディーコネス医療センター（Beth Israel Deaconess Medical Center）
- Brigham and Women's Hospital
- ボストン小児病院（Children's Hospital Boston）
- ダナ・ファーバー癌研究所（Dana-Farber Cancer Institute）
- ジョスリン糖尿病センター（Joslin Diabetes Center）
- Massachusetts Eye and Ear Infirmary
- マサチューセッツ総合病院（Massachusetts General Hospital）
- Shriner's Hospital